# Jorge Paulo Futre
Paulo Jorge dos Santos Futre (* 28. února 1966 Montijo, Portugalsko) je bývalý portugalský fotbalista, který hrál za oba lisabonské kluby a i za FC Porto. Právě s ním v sezóně 1986/87 vyhrál Pohár mistrů evropských zemí. Za portugalskou reprezentaci odehrál 41 utkání a vstřelil 6 branek. V anketě Zlatý míč, která hledala nejlepšího fotbalistu Evropy, obsadil roku 1987 druhé místo. Časopis World Soccer ho roku 1999 vyhlásil 98. nejlepším fotbalistou 20. století.

## Přestupy
- - z Sporting Lisabon do FC Porto za 750 000 eur
  - z FC Porto do Atlético Madrid za 850 000 eur
  - z Atlético Madrid do Benfica Lisabon za 1 000 000 eur
  - z Benfica Lisabon do Olympique Marseille za 4 500 000 eur
  - z Olympique Marseille do AC Reggiana za 1 000 000 eur
  - z AC Reggiana do AC Milan za 750 000 eur
  - z AC Milan do West Ham United zadarmo[3]

## Statistika
| Klub                | Sezóna  | Liga   | Liga | Pohár  | Pohár | LM či EL | LM či EL | Celkem | Celkem |
| Klub                | Sezóna  | Zápasy | Góly | Zápasy | Góly  | Zápasy   | Góly     | Zápasy | Góly   |
| ------------------- | ------- | ------ | ---- | ------ | ----- | -------- | -------- | ------ | ------ |
| Sporting Lisabon    | 1983/84 | 21     | 3    | ?      | ?     | ?        | ?        | ?      | ?      |
| FC Porto            | 1984/85 | 30     | 6    | ?      | ?     | ?        | ?        | ?      | ?      |
| FC Porto            | 1985/86 | 26     | 7    | ?      | ?     | ?        | ?        | ?      | ?      |
| FC Porto            | 1986/87 | 25     | 12   | ?      | ?     | ?        | ?        | ?      | ?      |
| Atlético Madrid     | 1987/88 | 35     | 8    | 3      | 1     | 0        | 0        | 38     | 9      |
| Atlético Madrid     | 1988/89 | 28     | 5    | 7      | 0     | 2        | 1        | 37     | 6      |
| Atlético Madrid     | 1989/90 | 26     | 10   | 2      | 0     | 2        | 0        | 30     | 10     |
| Atlético Madrid     | 1990/91 | 26     | 3    | 6      | 1     | 2        | 0        | 34     | 4      |
| Atlético Madrid     | 1991/92 | 31     | 6    | 6      | 5     | 6        | 5        | 43     | 16     |
| Atlético Madrid     | 1992/93 | 16     | 5    | 2      | 0     | 3        | 1        | 21     | 6      |
| Benfica Lisabon     | 1993    | 11     | 3    | ?      | ?     | ?        | ?        | ?      | ?      |
| Olympique Marseille | 1993/94 | 8      | 2    | ?      | ?     | ?        | ?        | ?      | ?      |
| AC Reggiana         | 1994    | 1      | 0    | ?      | ?     | ?        | ?        | ?      | ?      |
| AC Reggiana         | 1994/95 | 12     | 4    | ?      | ?     | ?        | ?        | ?      | ?      |
| AC Milan            | 1995/96 | 1      | 0    | ?      | ?     | ?        | ?        | ?      | ?      |
| West Ham United     | 1996/97 | 9      | 0    | ?      | ?     | ?        | ?        | ?      | ?      |
| Atlético Madrid     | 1997/98 | 10     | 0    | 0      | 0     | 0        | 0        | 10     | 0      |
| Yokohama Flügels    | 1998    | 19     | 5    | 1      | 0     | 0        | 0        | 20     | 5      |
| Celkově             | Celkově | 340    | 78   | ?      | ?     | ?        | ?        | ?      | ?      |

## Úspěchy

### Klubové
- 2× vítěz portugalské ligy (1984/85, 1985/86)
- 1× vítěz italské ligy (1995/96)
- 1× vítěz portugalského poháru (1993)
- 2× vítěz španělského poháru (1991, 1992)
- 2× vítěz portugalského superpoháru (1984, 1986)
- 1× vítěz PMEZ (1986/1987)

### Reprezentační
- 1× na MS (1986)

### Individuální
- 2× Portugalský fotbalista roku (1986, 1987)